# Wangari Maathai
Wangari Muta Maathai (Nyeri, Kenya, 1940. április 1. – Nairobi, 2011. szeptember 25.) kenyai környezetvédő és politikus. 2004-ben Nobel-békedíjat kapott „a fenntartható fejlődéshez, demokráciához és békéhez való hozzájárulása” miatt. Ő volt az első afrikai nő, aki elnyerte a díjat. Maathai egyúttal választott parlamenti képviselő és 2003. január – 2005. november között környezetvédelmi és természeti erőforrás miniszterhelyettes volt Mwai Kibaki kormányában.

## Tanulmányai
Miután Kenyában elvégezte az iskolát, Maathai biológiát tanult az Egyesült Államokban és Németországban. Visszatérve Nairobiba, az ottani egyetemen ő volt az első afrikai nő, aki PhD címet szerzett állatorvosi szakon. 1971-ben az állatorvosi anatómia professzora lett, majd a kar dékánja.

## Aktivista és politikus
1977-ben Maathai megalapította a Zöld Öv Mozgalmat demokratikus, környezetvédő civil szervezetet, amely azóta több mint 30 millió fát ültetett szerte az országban a talaj eróziója megelőzése érdekében. Innen ered a „Fák Asszonya” beceneve. Ezután egyre tevékenyebb szerepet vállalt környezetvédelmi és női jogi kérdésekben.
Maathai volt az előző elnöke a Kenyai Nők Nemzeti Tanácsának (Maendeleo Ya Wanawake). Az 1980-as években a férje elvált tőle, mondván, hogy túl erős egyéniség és nem tudja irányítani. A válóperes bíróság egyetértett a férjjel.
Daniel Arap Moi elnöksége alatt többször ült börtönben és erősen támadták amiatt, hogy többpárti választásokat követelt, valamint a korrupt politika és a törzsi politika felszámolását. 1989-ben Maathai majdnem teljesen egyedül megmentette a nairobi Uhuru Parkot azzal, hogy leállíttatta a Moi üzlettársainak az építkezését.
2002-ben Maathait képviselővé választották. 2003-tól ő volt a miniszterhelyettes a Környezet, Természeti Erőforrások és Vadvilág Minisztériumában. 2003-ban megalapította Kenyai Mazingira Zöld Pártot.
1997-ben, a második kenyai többpárti választáson indult az elnökségért, de a pártja visszavonta a jelölést. 2005 márciusában őt választották az Afrikai Unió Gazdasági, Szociális és Kulturális Tanácsának első elnökévé.
Egyike volt a nyolc zászlóvivőnek a 2006. évi téli olimpiai játékok nyitó ünnepségén.
2007-ben a The 11th Hour című filmben szerepelt, melyben a globális felmelegedési válságról beszélt.

## Nobel-békedíj

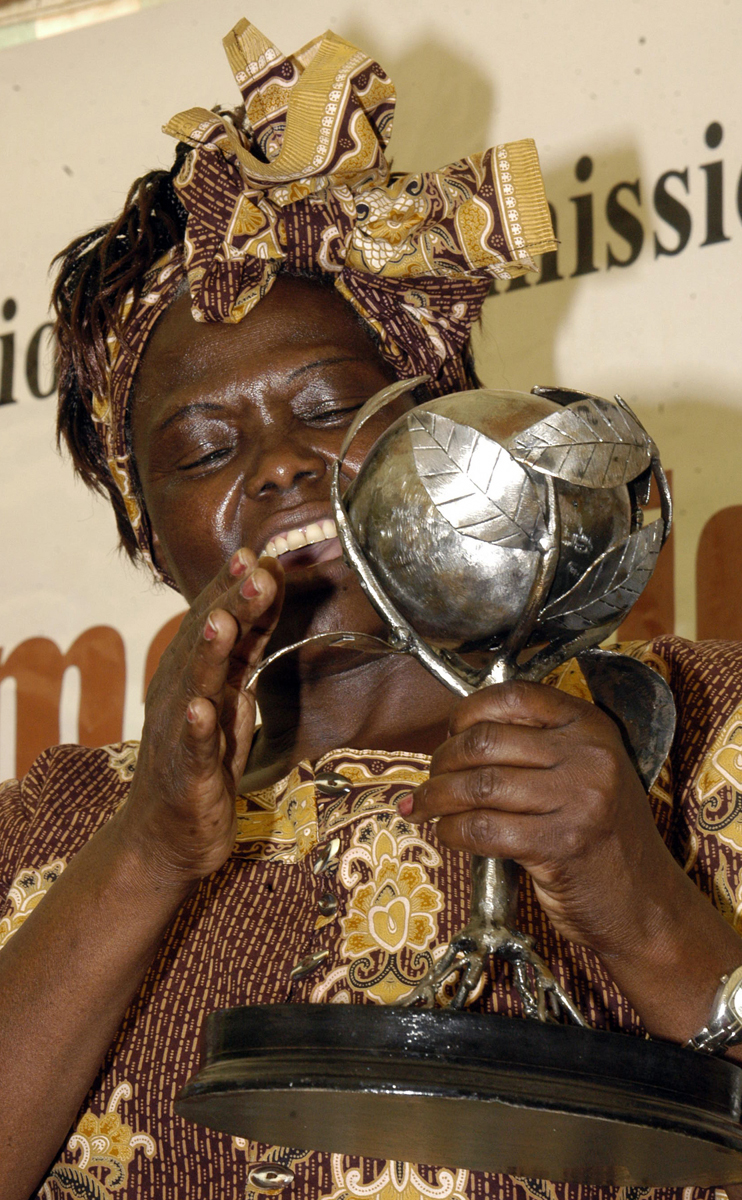
Maathai, a Kenyai Nemzeti Emberjogi Bizottság által adományozott díjjal

Maathai az első afrikai nő és az első környezetvédő, aki Nobel-békedíjat kapott.
„Maathai bátran fellépett a korábbi elnyomó rendszer ellen Kenyában” – így jelentette be a norvég Nobel Békedíj Bizottság a 2004-es díj odaítélését. „Kivételes tetteivel felhívta a figyelmet a politikai elnyomásra mind otthon, mind külföldön. Munkássága sokaknak jelentett ösztönzést a demokratikus jogaikért folytatott harcukban, különösen a nők nyertek bátorítást belőle helyzetük javításához.”

### Kritikák
A Nobel-békedíj odaítélése után Maathai AIDS-szel kapcsolatos nyilatkozatai körül vita alakult ki a kenyai és nemzetközi sajtóban.
A kenyai East African Standard napilap augusztus 31-én megjelent cikkében idézte Maathainak egy szülővárosában, Nyeriben tartott szemináriumon elhangzott véleményét, miszerint az AIDS kórokozóját, a HIV-et tudósok állították elő azzal a céllal, hogy megtizedeljék Afrika népességét. „Ne legyünk naivak. Az AIDS nem Isten afrikaiakra vagy feketékre mért büntetése, hanem az elnyomás eszköze, amelyet gonosz tudósok hoztak létre, bár hogy pontosan kik, azt talán sosem fogjuk megtudni.” A cikk megjelenése után Maathai hangsúlyozta, hogy ő sosem gyanúsított meg egyetlen országot sem a vírus előállításával, de a vírus eredetével kapcsolatos titkolózást gyanúsnak tartja.
A Nobel-békedíj elnyerését követő napon tartott sajtókonferencián Nairobiban Maathai megismételte HIV-vel kapcsolatos véleményét: „Egyesek azt mondják, az AIDS a majmoktól származik, de én kételkedem ebben, mivel mi időtlen idők óta a majmok mellett éltünk; mások azt mondják, Isten átka, de szerintem ez lehetetlen. Valójában tudósok hozták létre biológiai hadviselés céljából. Miért övezte mindig is annyi titok az AIDS-et? Amikor az eredete iránt tudakozódik az ember, sokan felkapják a fejüket. Ez gyanakvóvá tesz.”
Maathai a Time magazinnak nyilatkozva így tisztázta pozícióját: „Fogalmam sincs, hogy ki hozta létre az AIDS-et, és azt sem tudom, hogy az biológiai fegyver-e. De azt tudom, hogy az ilyesmik nem a Holdról jönnek. Mindig is úgy gondoltam, hogy fontos elmondani az embereknek az igazságot, de azt gyanítom, van olyan igazság, amelyet nem szabad nagyon hangoztatni. (…) Az AIDS-re gondolok. Biztos vagyok benne, hogy az emberek tudják, honnan jött. És egészen biztos vagyok benne, hogy nem a majmoktól ered. Miért ne lehetne minket arra ösztönözni, hogy feltegyük magunknak ezeket a kérdéseket?”
Később, 2004 decemberében egy a Nobel-bizottság által kiadott nyilatkozatában Maathai azt írta, a HIV körüli összeesküvés-elméletek „gonoszak és rombolóak”.

## Fordítás
- Ez a szócikk részben vagy egészben  a   Wangari Maathai című angol Wikipédia-szócikk ezen változatának fordításán alapul.  Az eredeti cikk szerkesztőit annak laptörténete sorolja fel. Ez a jelzés csupán a megfogalmazás eredetét és a szerzői jogokat jelzi, nem szolgál a cikkben szereplő információk forrásmegjelöléseként.